# Pucharkowate
Pucharkowate (Podoscyphaceae Miettinen, Justo & Hibbett) – rodzina grzybów należąca do rzędu żagwiowców (Polyporales).

## Charakterystyka
Owocniki o hymenoforze gładkim lub poroidalnym. Powodują białą zgniliznę drewna. System strzępkowy dimityczny lub trimityczny. strzępki ze sprzążkami. Zarodniki cienkościenne, gładkie, szkliste, cystydy występują bardzo często.

## Systematyka
Pozycja w klasyfikacji według Index Fungorum: Podoscyphaceae, Polyporales, Incertae sedis, Agaricomycetes, Agaricomycotina, Basidiomycota, Fungi.
Według Index Fungorum bazującego na Dictionary of the Fungi do rodziny Podoscyphaceae należą rodzaje:
- Abortiporus Murrill 1904 – różnoporek
- Podoscypha Pat. 1900
- Sporotrichopsis Stalpers 2000

Nazwy polskie według W. Wojewody.